# Jüdischer Friedhof (Haltern am See)

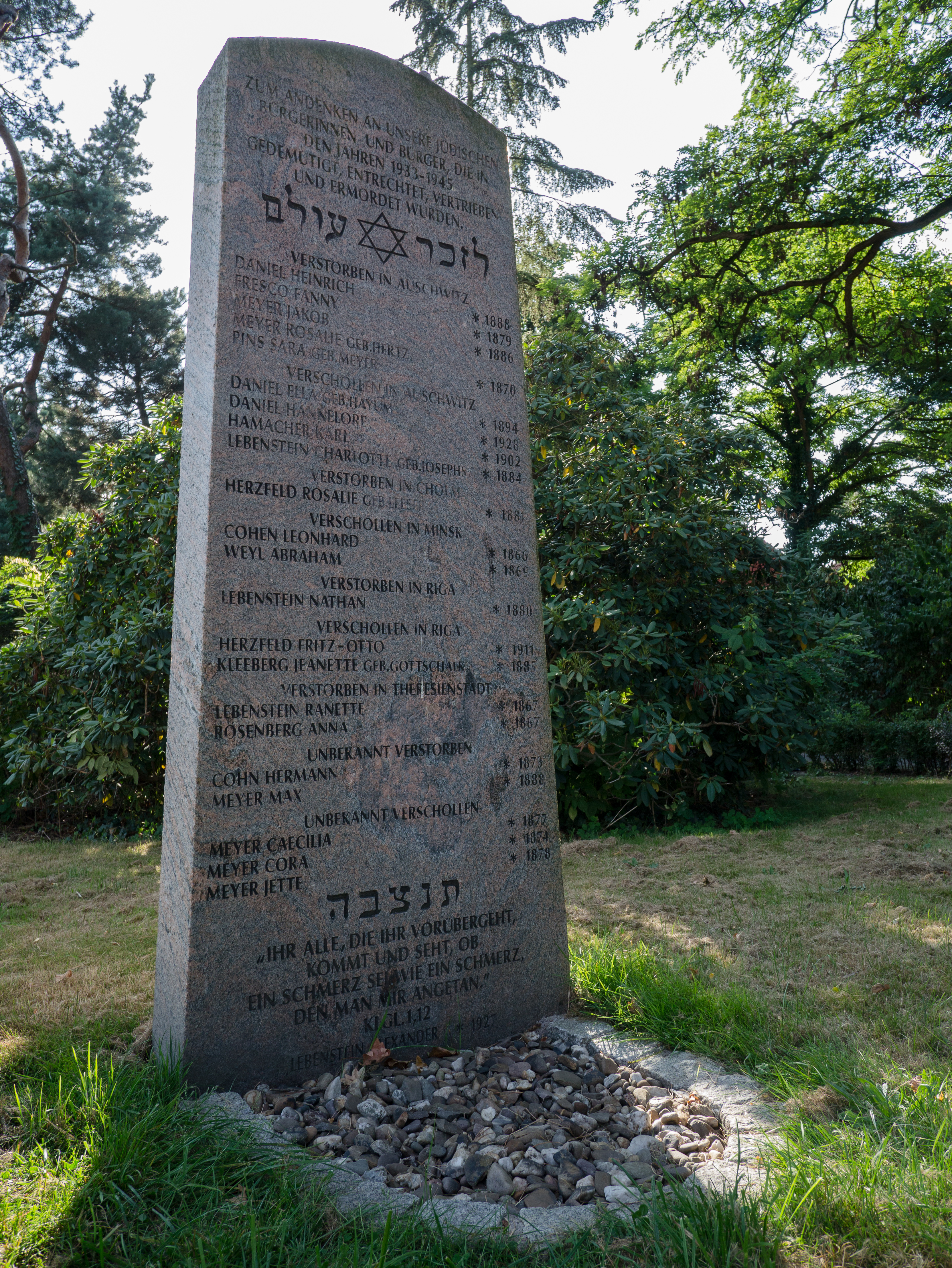
Gedenkstein für die Opfer der Shoah auf dem jüdischen Friedhof in Haltern am See

Der Jüdische Friedhof in Haltern am See wurde von 1769 bis 1939 belegt, er liegt in der Nähe des Südwalls und ist ein geschütztes Baudenkmal.
Auf dem Friedhof sind heute noch sechs Grabsteine erhalten.
Im Jahr 1980 wurde ein Gedenkstein für die Opfer der Shoah in Haltern am See errichtet, auf welchem die Namen der Opfer und der des einzigen Überlebenden Alexander Lebensteins, zu lesen sind.